# João de Eça
João de Eça (c. 1445 - a. 28 de Junho de 1508) foi um nobre e militar português.

## Biografia
D. João de Eça era filho primogénito de D. Fernando de Eça (c. 1419 - a. 1 de Fevereiro de 1498) e de sua mulher Juana de Saldaña ou Joana de Saldanha (c. 1425 - d. 1 de Fevereiro de 1498).
Cristóvão Alão de Morais diz que viveu em Azeitão.
Foi 1.º Senhor dos direitos reais, rendas, foros e Paços de Tentúgal até 8 de Junho de 1497, Fidalgo da Casa Real, Comendador de São Bartolomeu de Rabel na Ordem de Cristo e Alcaide-Mor de Vila Viçosa e de Sousel, etc.
A 22 de Outubro de 1480, D. Afonso V de Portugal perdoou a justiça régia a João Quaresma, Escudeiro do 2.º Conde de Monsanto, pela morte de Diogo Fernandes, Escudeiro, morador na vila de Gouveia, e pela fuga da prisão de D. João de Eça, Fidalgo da sua Casa, apesar de não ter o perdão das partes, tendo-se inscrito no livro dos homiziados.
A 8 de Junho de 1497, D. João de Eça, Fidalgo da Casa Real teve uma tença anual de 61.680 reais, em compensação pelas rendas, foros e direitos que tinha na vila de Tentúgal, doação de D. João II de Portugal, agora concedida a D. Álvaro, primo (primo-tio e duas vezes meio-primo segundo e, ainda, co-cunhado) do Monarca, D. Manuel I de Portugal. Válida desde Janeiro de 1497, fica assente no Almoxarifado de Estremoz para ser paga com as rendas das sisas de Sousel.
A 11 de Março de 1511, o 4.º Duque de Bragança, D. Jaime I, sobrinho materno do Rei, teve assentamento de 608.320 reais, pela apresentação duma Carta feita em Vila Franca, a 13 de Agosto de 1496, por Álvaro da Maia, segundo a qual desde 1 de Janeiro de 1496 tinha um padrão de 750.000 reais, tal como tinha o seu pai, por quatro padrões. Dos quais lhe são descontados 201.680 reais, tendo ficado 141.680 reais para D. João de Eça e 60.000 reais para João de Faria (seu cunhado). Por falecimento de ambos, segundo se sabe por uma Carta feita em Punhete a 28 de Junho de 1508, por Afonso Figueira, o Duque de Bragança pedia que lhe façam mercê dos 60.000 reais que pertenciam a João de Faria.
Casou primeira vez com Maria de Melo, nascida cerca de 1450, filha unigénita de Vasco Martins de Melo e de sua mulher Isabel Pereira, da qual teve três filhas e quatro filhos: 
- D. Beatriz de Eça (c. 1465 - ?), casada primeira vez cerca de 1481 com Fernão de Souza de Meneses ou Fernão de Sousa de Magalhães (c. 1442 - c. 1489), do qual foi segunda mulher, com geração feminina, e casada segunda vez cerca de 1490 com Estêvão Ferreira (c. 1463 - d. 4 de Janeiro de 1511), com geração
- D. Vasco de Eça
- D. Francisco de Eça (c. 1468 - Conquista de Azamor, 1514)
- D. Guiomar de Eça, Donzela da Duquesa D. Isabel de Viseu, casada com Lopo Vaz de Sampaio, Fidalgo da Casa Real; a 3 de Março de 1518, D. Guiomar de Eça, Donzela da Duquesa, casada com Lopo Vaz de Sampaio, Fidalgo da Casa Real, teve uma tença de 35.000 reais, retirados dum padrão de 170.000 reais pertencente à Duquesa, irmã do Rei; a 3 de Março de 1519, D. Guiomar de Eça, mulher de Lopo Vaz de Sampaio, Fidalgo da Casa Real, teve mercê duma tença de 19.000 reais por ano
- D. Madalena de Eça, solteira e sem geração
- D. Fernando de Eça (c. 1475 - d. 22 de Fevereiro de 1512); a 29 de Março de 1507 houve Alvará para se pagar a D. Fernando de Eça 30.000 reais da tença respeitante à sua mãe e sua irmã; a 8 de Maio de 1508 houve Alvará para se pagar a D. Ana, mulher de D. Fernando de Eça, 36.000 réis como parte do que lhe é devido por seu casamento; a 18 de Dezembro de 1508 houve Alvará para se pagar a D. Fernando de Eça 40 cruzados de mercê; a 22 de Fevereiro de 1512 houve Alvará de D. Manuel I em que manda que qualquer Feitor do Estado da Índia, de qualquer dinheiro que tiver, dê a D. Fernão de Eça 70.785 reais, preço de 8 quintais e uma arroba de pimenta que lhe foi comprada na Casa da Índia, à razão de 22 cruzados o quintal
- D. Pedro de Eça (c. 1480 - ?), Frade Franciscano, que estudou na Universidade de Paris; a 13 de Dezembro de 1513, D. Manuel I pede para se dar a Frei D. Pedro de Eça, Religioso Franciscano, 15 cruzados por ano, para continuar os estudos de Teologia em Paris; a 2 de Janeiro de 1517, Frei Guilherme (Guillaume) Huet passou Certidão de por que consta como Frei D. Pedro de Eça, de Portugal, começou a estudar em Paris e também no seu Convento, da mesma cidade, no ano de 1517 no segundo dia do mês de Janeiro; a 15 de Maio de 1517, Frei D. Pedro de Eça passou recibo de como recebeu de Francisco Pessoa, Feitor em Flandres, 20 cruzados de que D. Manuel I lhe fez mercê, enquanto frequentar os estudos na Universidade de Paris

Casou segunda vez com Beatriz de Faria, legitimada por Carta Real de D. Afonso V de 29 de Agosto de 1475, filha natural de Álvaro de Faria, Comendador do Seixo e do Casal na Ordem de Cristo, e de Isabel Vasques, da qual teve um único filho: 
- D. Duarte de Eça, solteiro e sem geração